# Oprișești, Hunedoara
Oprișești este un sat în comuna Balșa din județul Hunedoara, Transilvania, România.